# Polygonum hastatosagittatum
Polygonum hastatosagittatum là một loài thực vật có hoa trong họ Rau răm. Loài này được Makino miêu tả khoa học đầu tiên năm 1903.